# Tadżykistan

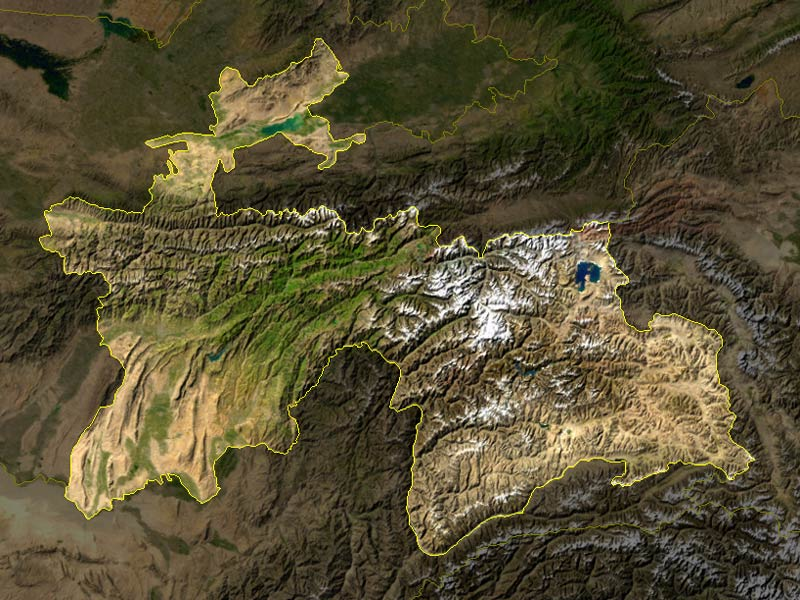
Zdjęcie satelitarne Tadżykistanu

Flaga Tadżykistanu z lat 1991–1992

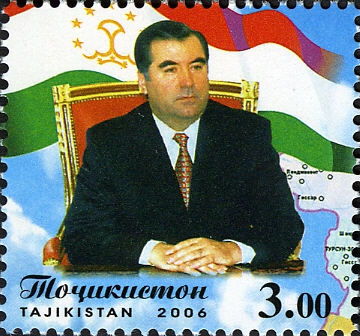
Rządzący ponad 20 lat prezydent Emomali Rahmon wprowadził autorytarne rządy, a jego osoba stała się przedmiotem kultu jednostki

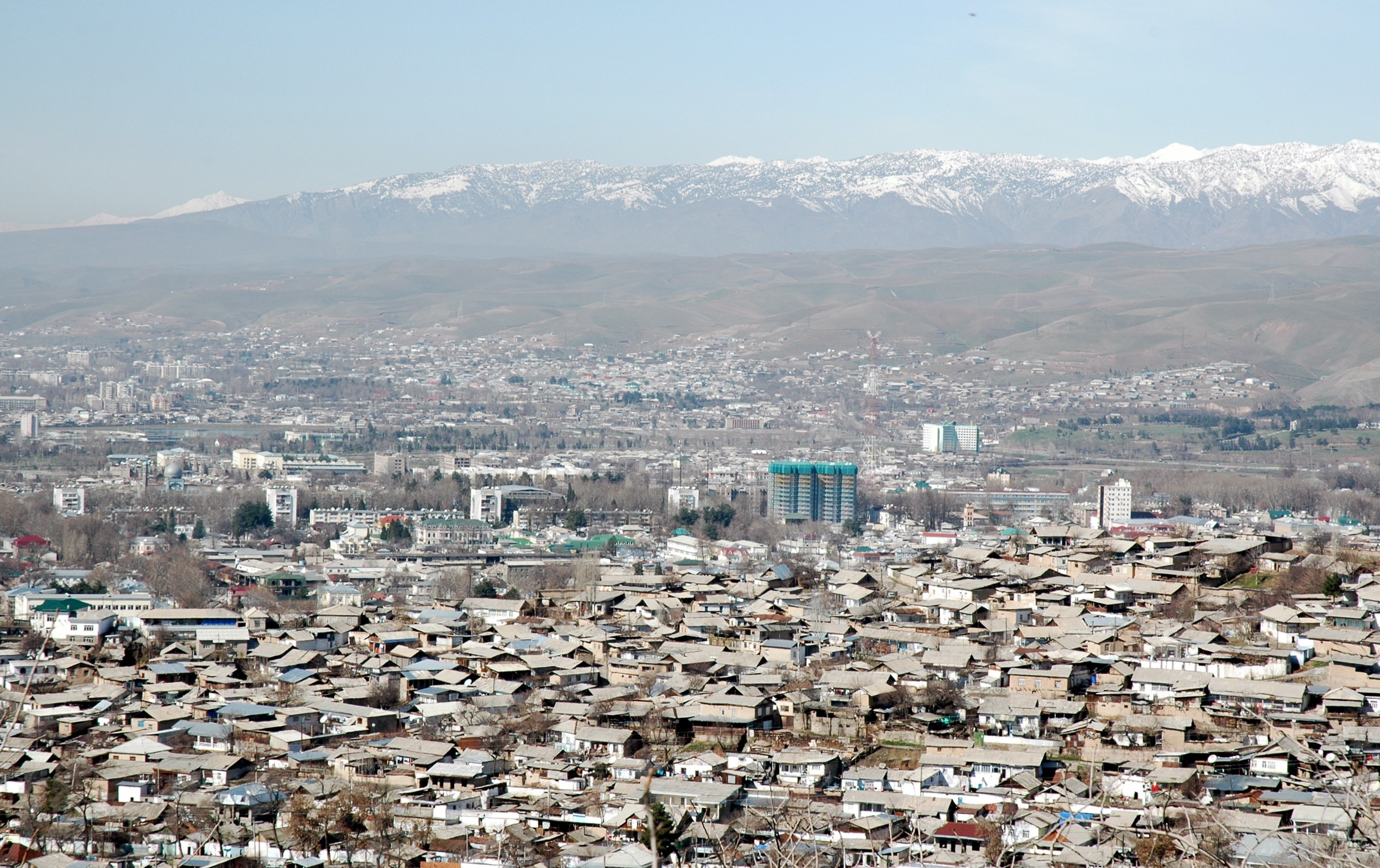
Duszanbe

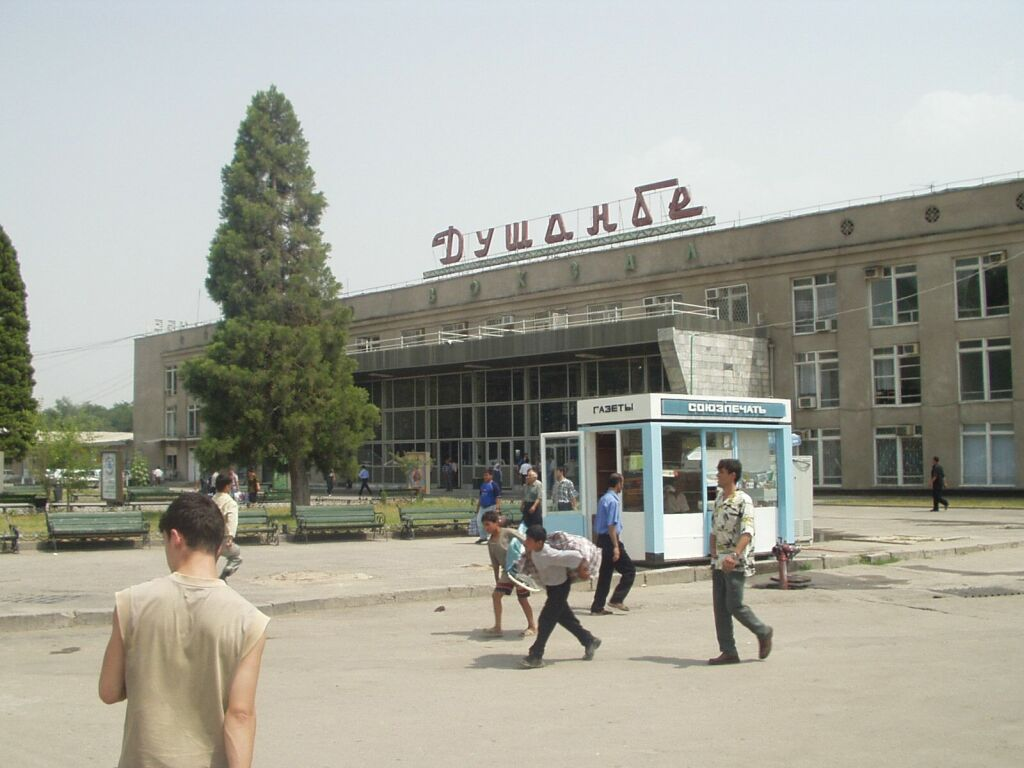
Dworzec w Duszanbe

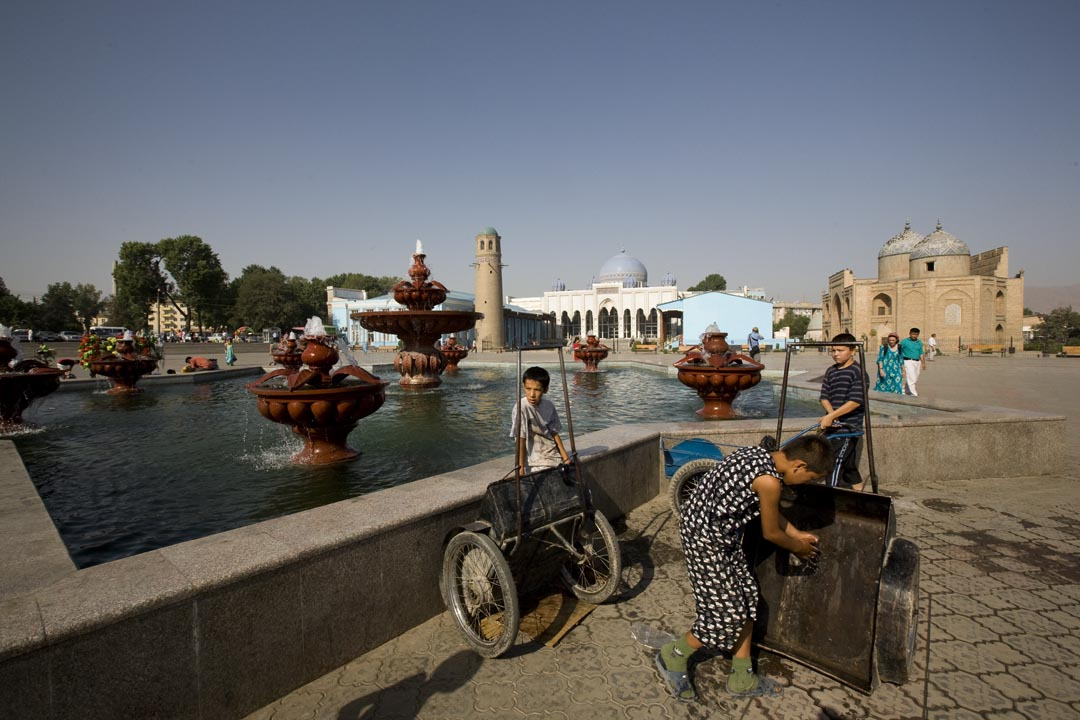
Chodżent

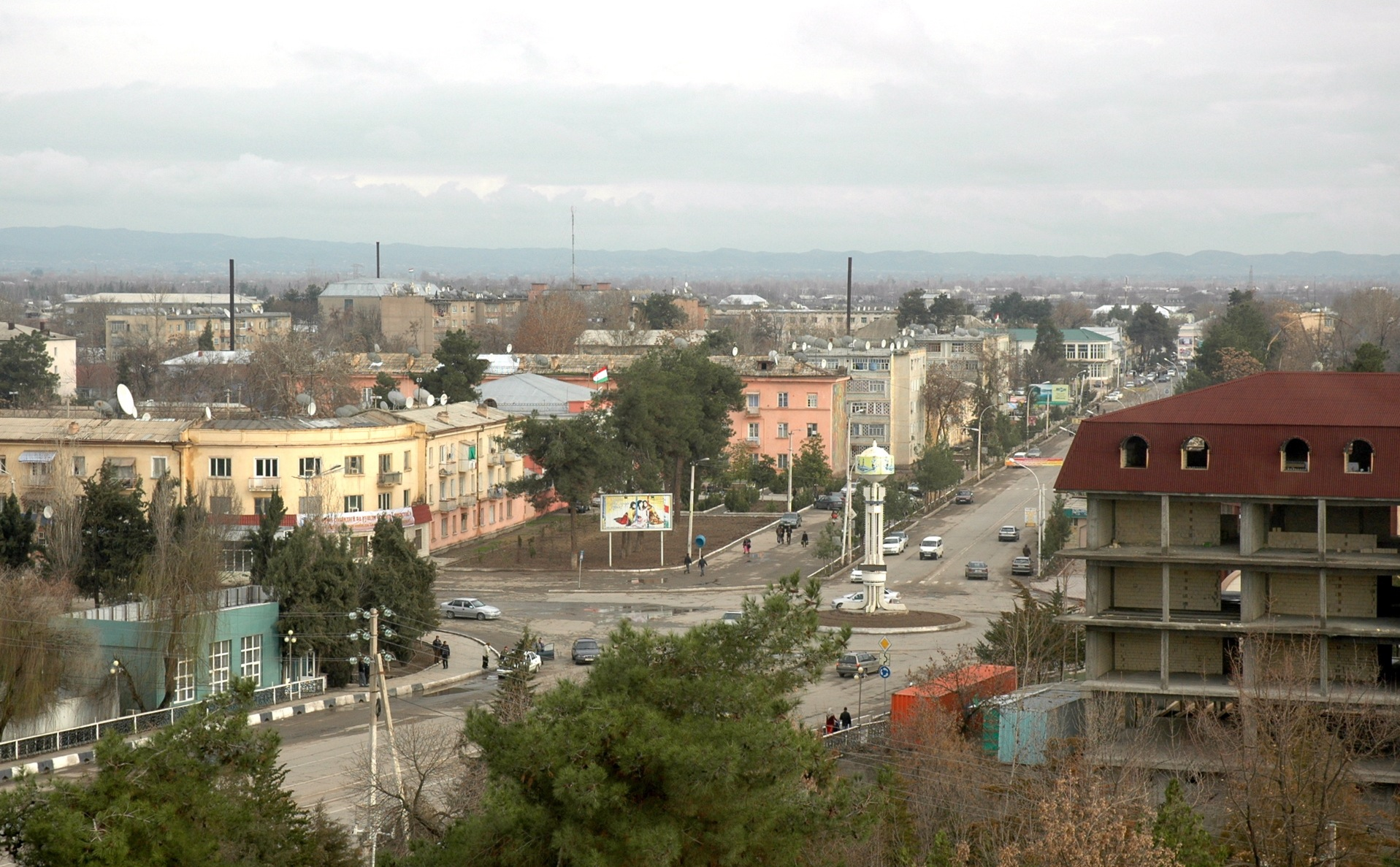
Kurgonteppa

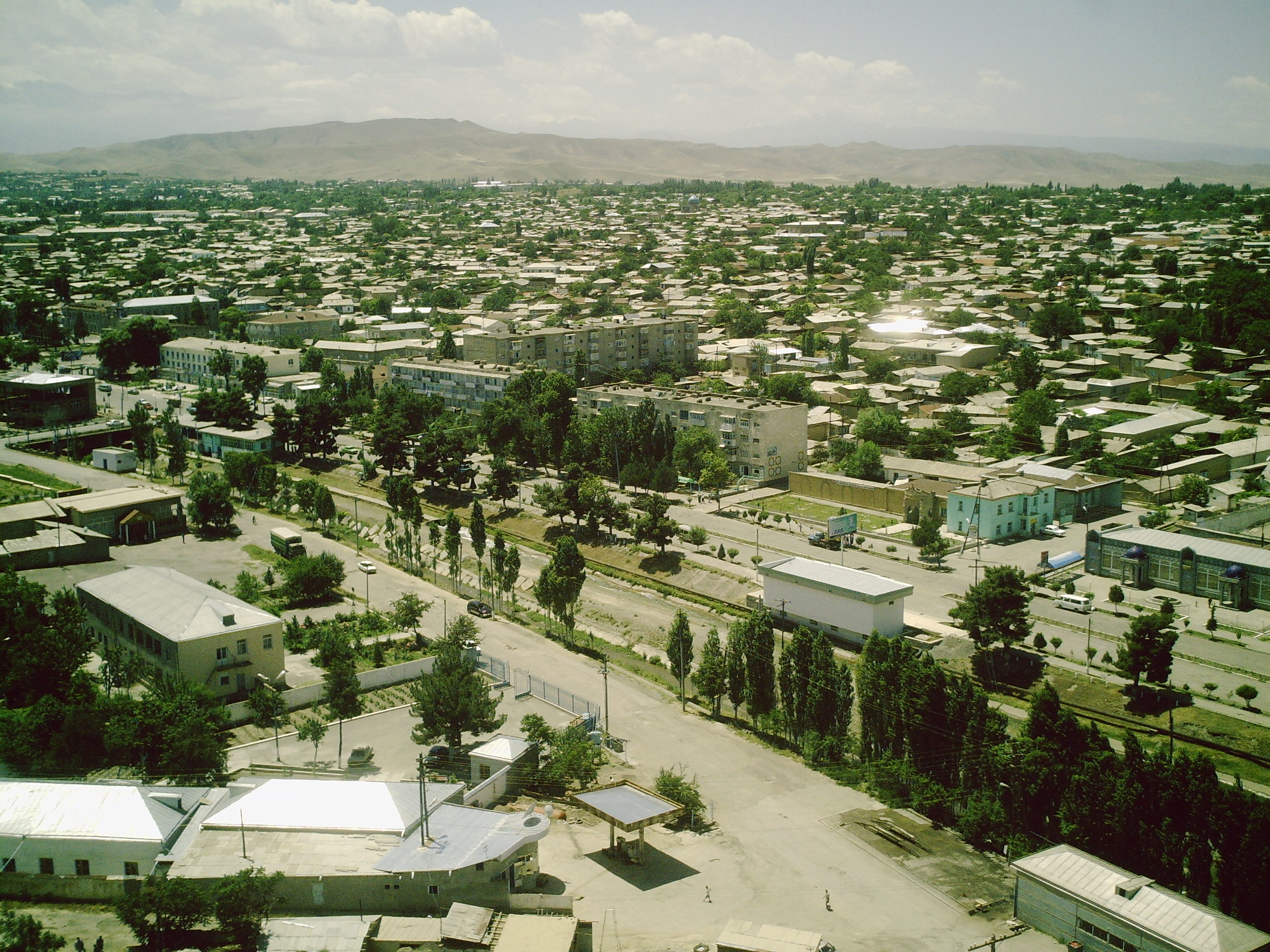
Istarawszan

Tadżykistan, Republika Tadżykistanu (tadż. Ҷумҳурии Тоҷикистон, Dżumhurii Todżikiston) – państwo w środkowej Azji ze stolicą w Duszanbe. Tadżykistan graniczy z Uzbekistanem, Kirgistanem, Chinami i Afganistanem.

## Geografia
Tadżykistan nie ma dostępu do morza. Niemal całą jego powierzchnię zajmują góry. Ponad połowa terytorium leży powyżej 3000 m n.p.m. Centralną część kraju zajmuje Hisaro-Ałaj z głównymi pasmami Gór Turkiestańskich, Gór Zarafszańskich, Gór Hisarskich i Gór Ałajskich. Na południowym wschodzie rozciągają się góry Pamir. Najwyżej położone punkty kraju to Szczyt Ismaila Samaniego (7495 m n.p.m.) i Szczyt Lenina (zwany w Tadżykistanie Szczytem Awicenny, 7134 m n.p.m.). Północną część kraju stanowi urodzajna Kotlina Fergańska. Granica z Afganistanem biegnie wzdłuż rzek Pandż i Amu-daria. Przepływające przez kraj Amu-daria i Syr-daria zasilane są w dużej mierze wodą pochodzącą z topnienia śniegu w górach Kirgistanu i Tadżykistanu. Klimat kontynentalny, wybitnie suchy. Temperatury zróżnicowane w zależności od wysokości terenu. W Tadżykistanie zdarzają się trzęsienia ziemi.

## Historia
W I wieku przed naszą erą terytorium dzisiejszego Tadżykistanu znajdowało się w obrębach imperiów Baktrii i Sogdiany (to ostatnie obejmowało zachodnią część kraju). W VII wieku ziemie te zostały podbite przez Arabów. Jednak już w 819 roku rozpoczęła się władza perskiej dynastii Samanidów, za czasów których nastąpił rozwój kultury i sztuki. W X wieku następuje wkraczanie plemion tadżyckich. W XIII wieku ziemie Tadżykistanu znalazły się pod panowaniem Mongołów, a w XVI wieku stały się częścią Chanatu Buchary.
W 1868 roku północna część Tadżykistanu została przyłączona bezpośrednio do carskiej Rosji. Wówczas dzisiejszy Tadżykistan był wschodnią, najbardziej zacofaną częścią Emiratu Bucharskiego. Związek Radziecki zdołał podporządkować sobie Tadżykistan dopiero w 1921 roku, po toczącym się od 1917 roku tadżyckim powstaniu przeciw władzy rosyjskiej. Komuniści zniszczyli wiele miejscowości i zburzone zostały liczne meczety. Od 1924 roku istniała Tadżycka ASRR w składzie Uzbeckiej SRR. Pięć lat później Tadżykistan jako Tadżycka SRR stał się odrębną republiką radziecką. Poza granicami republiki pozostały jednak tereny w większości zamieszkane przez Tadżyków wraz z miastami Buchara i Samarkanda. Władze radzieckie nie przeprowadziły w Tadżykistanie żadnych znaczących inwestycji i przez cały okres istnienia ZSRR Tadżykistan był gospodarczo dyskryminowany, a poziom życia ludności utrzymywał się na bardzo niskim poziomie. 9 września 1991 roku ogłoszona została deklaracja niepodległości.
Tuż po uzyskaniu niepodległości masowe demonstracje zmusiły pierwszego prezydenta kraju Rahmona Nabijewa do ustąpienia. Jeszcze przed tym rozpoczęła się niosąca szerokie zniszczenia wojna domowa, w której nowy prezydent Emomali Rahmonow mający poparcie wojsk Wspólnoty Niepodległych Państw walczył z pragnącymi przejąć władzę w młodym kraju organizacjami islamskimi wspieranymi przez zagranicznych dżihadystów, w tym; Al-Kaidę, Islamską Republikę Afganistanu, talibów, a także uzbeckich islamistów. Opozycja na czele z Islamską Partią Tadżykistanu domagała się utworzenia w Tadżykistanie państwa islamskiego, a następnie jego przemiany w kalifat rozciągnięty na całą Azję Środkową. Wojna zakończyła się w 1997 roku zwycięstwem rządu, a na mocy układu Zjednoczona Opozycja Islamska uzyskała m.in. 30% stanowisk w administracji rządowej. Na podstawie Rezolucji Rady Bezpieczeństwa ONZ nr 738 z 29 stycznia 1992 roku Tadżykistan został członkiem ONZ.
Od czasu deklaracji niepodległości Tadżykistan nie posiadał większego znaczenia na arenie międzynarodowej. Zmieniło się to w momencie rozpoczęcia przez USA działań zbrojnych w Afganistanie. Graniczący z tym państwem Tadżykistan stał się bazą dla wojsk amerykańskich. Władze tadżyckie wykorzystały szansę, jaką daje strategiczne położenie kraju i wynegocjowały znaczną pomoc finansową ze strony Stanów Zjednoczonych. Prezydent Emomali Rahmonow traktowany był w Waszyngtonie jako ważny sprzymierzeniec. Tak naprawdę jednak nie mógł on odrzucić amerykańskiego zainteresowania. W przededniu wybuchu wojny sytuacja finansowa kraju była tragiczna, większość ludności żyła poniżej granicy ubóstwa, a gospodarka jako taka nie istniała. Pojawienie się amerykańskich wojsk w Tadżykistanie wzmocniło jego pozycję przetargową wobec Rosji, uważającej Tadżykistan za swoją tradycyjną strefę wpływów. Rosja nie zrezygnowała ze swej pozycji w postradzieckich republikach azjatyckich. Dźwignią nacisku Rosji jest jej stosunek do ogromnej grupy tadżyckich gastarbeiterów, przebywających w Rosji przeważnie nielegalnie. 7 października 2004 roku w Duszanbe nastąpiło otwarcie rosyjskiej bazy wojskowej. Jest to już druga (zarazem największa) baza armii rosyjskiej w Azji Środkowej, po otwartej w 2003 roku bazie lotniczej w Kirgistanie. Umowa między Rosją a Tadżykistanem przewiduje dzierżawę ziemi na okres 49 lat. Rosyjska baza traktowana jest jako gwarant stabilności w wyniszczonym i narażonym na agresję z różnych stron kraju i czynnik, który pobudzi do życia gospodarkę. Rząd Tadżykistanu liczy ponadto na znaczną pomoc finansową i strukturalną. Powołanie do życia rosyjskiej bazy pozwoliło na umorzenie Tadżykistanowi znacznego długu zagranicznego wysokości kilkuset milionów dolarów. W ramach tej transakcji przekazano także na własność Rosji użytkowaną przez Wojska Kosmiczne FR optoelektroniczną stację śledzenia „Okno” w Nurku, wartości 242,4 mln USD.

## Ustrój polityczny
Tadżykistan jest republiką semiprezydencką. Na czele państwa stoi prezydent wybierany w wyborach powszechnych na siedmioletnią kadencję (od 16 listopada 1994 roku jest nim Emomali Rahmon). Premier powoływany jest na stanowisko przez prezydenta i musi uzyskać wotum zaufania od parlamentu. Organem władzy ustawodawczej jest dwuizbowe Zgromadzenie Najwyższe (Madżlisi Oli). Izba niższa, Zgromadzenie Reprezentantów (Madżlisi Namojandagon), składa się z 63 członków, wybieranych w głosowaniu powszechnym na pięcioletnią kadencję. Izba wyższa, Zgromadzenie Narodowe (Madżlisi Milij), składa się z 33 członków, w tym 8 mianowanych jest przez prezydenta, a 5 reprezentuje 3 obwody, Obwód Autonomiczny oraz okręg stołeczny – Duszanbe. Dominującą partią polityczną jest Ludowo-Demokratyczna Partia Tadżykistanu.
Tadżykistan dzieli się administracyjnie na cztery wilajety (tadż. вилоят):
- Rejony Administrowane Centralnie, złożone z 13 dystryktów (tadż. ноҳия, ros. район) oraz stolicy Duszanbe, będącą osobną jednostką administracyjną,
- wilajet sogdyjski (16 dystryktów),
- wilajet chatloński (24 dystrykty),
- Górnobadachszański Wilajet Autonomiczny (7 dystryktów oraz miasto Chorog).

## Prawa człowieka
Prawa człowieka w Tadżykistanie są notorycznie łamane. Opozycja polityczna, wolność religijna oraz wolność prasy pozostają mocno ograniczone. Po wyborach parlamentarnych w 2005 roku nasilił się proces zamykania wielu niezależnych gazet oraz napadów na dziennikarzy współpracujących z tymi gazetami. W 2003 roku zamknięto jedyną stronę internetową jedynej opozycyjnej partii politycznej. Blokowany jest także dostęp do Facebooka oraz YouTube. Nie są przestrzegane konstytucyjne gwarancje sprawiedliwego procesu. W stosunku do osób oskarżanych o przestępstwa często stosuje się tortury. W Tadżykistanie kobiety padają ofiarami gwałtów oraz handlu ludźmi. Służby graniczne często odmawiają przybyszom wjazdu do kraju bez podania przyczyny mimo posiadania przez nich wszystkich wymaganych dokumentów.

## Siły zbrojne
Tadżykistan wydaje na obronność 113 mln USD (11% PKB). Posiada siły lądowe i powietrzne, które liczą 32 000 żołnierzy, 40 czołgów T-72 oraz 1700 pojazdów opancerzonych. Siły powietrzne składają się z 14 myśliwców i 22 śmigłowców wielozadaniowych.

## Gospodarka
Słabą stroną gospodarki jest brak dostatecznej liczby dróg, z których te położone w obszarach górskich umożliwiają podróż tylko w okresie letnim. Wszystko, co zrobiono przez siedemdziesiąt lat władzy radzieckiej (miasta, drogi, zakłady przemysłowe), dokonane zostało pod kierownictwem komunistów.
W ostatnich latach, przy pomocy z zagranicy, zrealizowano kilka dużych inwestycji infrastrukturalnych m.in. oddanie do użytku w sierpniu 2007 mostu granicznego z Afganistanem na rzece Piandż, otwarcie drogowego przejścia tadżycko-chińskiego (Kulma–Karasu), budowę drogi Duszanbe-Chorog, ukończenie tunelu pod przełęczą Anzob (przy współudziale Iranu), który pozwoli na całoroczny ruch samochodowy ze stolicy do drugiego pod względem wielkości miasta Chodżentu.
Zaawansowane są plany budowy tunelu pod przełęczą Chormagzak w kierunku Iranu. Planowana jest droga do Pakistanu przez kilkukilometrowy Worek Wachański leżący w Afganistanie.
Tadżykistan dysponuje potencjałem hydroenergetycznym szacowanym na 300 mld kWh rocznie, wykorzystywanym w zaledwie ≈5%. Większe istniejące i budowane elektrownie wodne to: nurecka mocy 2970 MW z najwyższą na świecie zaporą, roguńska na rzece Wachsz mocy planowanej 3600 MW, Sangtuda-1 mocy planowanej 670 MW, projektowane: dasztidżumska na rzece Piandż mocy 4000-7000 MW.
Tadżykistan cierpi na chroniczne niedobory energii. W inwestycje energetyczne Tadżykistanu zaangażowane są firmy z Rosji (hydroelektrownia roguńska, Sangtuda-1), Iranu (hydroelektrownia Sangtuda-2), USA (hydroelektrownia na rzece Wachsz, linia przesyłowa do Afganistanu), Chin (hydroelektrownia zerafszańska).
Tadżycka SRR była najbiedniejszą, wiecznie dotowaną republiką ZSRR, a Górski Badachszan jej najuboższą częścią. Tadżykistan jest jednym z najbiedniejszych krajów WNP. PKB na jednego mieszkańca wynosi ok. 819,6 USD (2017). Rozwinięty jest jedynie przemysł włókienniczy i spożywczy. W Tadżykistanie są duże złoża boksytów, rud uranu, a także złota, natomiast w niewielkich ilościach występują ropa naftowa, gaz ziemny oraz rudy ołowiu.
Po rozpadzie Związku Radzieckiego Tadżykistan znalazł się w gronie najuboższych państw świata. Katastrofy gospodarczej dopełniła wojna domowa, która zniszczyła i tak ubogą infrastrukturę gospodarczą. W 2001 roku Tadżykistan nawiedziła susza, skutkom której nie był w stanie zapobiec przestarzały system irygacji pól. Wszystko to sprawiło, że 80% ludności żyło w przerażającym ubóstwie, a w kraju zapanował głód. Na obszarach wiejskich jedynie jedna trzecia ludności miała dostęp do czystej wody. W kraju rozprzestrzeniały się tyfus, gruźlica, choroby układu pokarmowego. Tragiczne położenie Tadżykistanu powiększał brak większej pomocy ze strony organizacji międzynarodowych. Trwały masowe wyjazdy ludności poza granice kraju. Ogromna rzesza obywateli Tadżykistanu, niektóre źródła mówią nawet o ośmiuset tysiącach, pracuje nielegalnie w Rosji. Dotyczy to nie tylko niewykwalifikowanych robotników, ale także wykształconych ludzi – lekarzy, inżynierów, nauczycieli, których i tak niewielkie zarobki pozwalają przeżyć krewnym w kraju. Średnia pensja nauczyciela czy lekarza w Tadżykistanie wynosiła w 2003 roku zaledwie 10 dolarów amerykańskich.
Tadżykistan – graniczący z Afganistanem – stanowi szlak przerzutowy w przemycie narkotyków, które trafiają na rynki w całej Europie. W ostatnich latach Tadżykistan prowadzi ściślejszą kontrolę swoich granic pod kątem przemytu narkotyków, uczestnicząc wraz z ONZ w antynarkotykowych operacjach pod hasłem „Topaz”. W 2003 roku służby graniczne zatrzymały przemyt około sześciu ton heroiny, co jednak jest tylko niewielką częścią ogólnej produkcji, która w Afganistanie, jak szacuje ONZ, wynosi około 3600 ton. Niemalże całą heroinę transportuje się z tego kraju rzekami, w samochodach lub na zwierzętach pociągowych.
13 stycznia 2011 weszła w życie nowa umowa graniczna między Tadżykistanem a Chinami, w wyniku której Tadżykistan przekazał Chinom obszar ok. 1000 km² położony w słabo zaludnionym regionie Pamiru, zatem od tego dnia powierzchnia Tadżykistanu jest mniejsza niż 143 100 km². Brak aktualnych danych o powierzchni Tadżykistanu po tej zmianie.

### Emisja gazów cieplarnianych
Emisja dwutlenku węgla z paliw kopalnych w Tadżykistanie wynosiła w 1990 12,267 Mt rocznie, podczas gdy w roku 2005 spadła do 3,263 Mt, a w 2017 wzrosła do 5,699 Mt. Po przeliczeniu na mieszkańca oznacza to odpowiednio w 1990 i 2017 2,322 t i 0,639 t, a na tysiąc dolarów amerykańskich produktu krajowego brutto – 0,637 t i 0,221 t. Przez większość tego okresu głównym źródłem odpowiedzialnym za tę emisję było spalanie domowe, choć między rokiem 1990 a 2017 w tym sektorze nastąpił spadek wysokości 79%. Podobny był spadek emisji z energetyki. Dopiero w drugiej dekadzie XXI wieku równie ważny stał się transport. Wzrost emisji w tym sektorze między rokiem 2005 a 2017 wyniósł 1873%.

## Demografia
| (2010)                            |                                  |
| Liczba ludności                   | 7 487 489                        |
| Ludność według wieku              |                                  |
| 0 – 14 lat                        | 34,3%                            |
| 15 – 64 lat                       | 62,1%                            |
| ponad 64 lata                     | 3,6%                             |
| Wiek (mediana) w latach           |                                  |
| W całej populacji                 | 22,2                             |
| Mężczyzn                          | 21,7                             |
| Kobiet                            | 22,7                             |
| Przyrost naturalny                | 1,85%                            |
| Współczynnik urodzeń              | 26,49 urodzeń/1000 mieszkańców   |
| Współczynnik zgonów               | 6,72 zgonów/1000 mieszkańców     |
| Współczynnik migracji             | -1,26 migrantów/1000 mieszkańców |
| Ludność według płci               |                                  |
| przy narodzeniu                   | 1,05 mężczyzn/kobiet             |
| poniżej 15 lat                    | 1,04 mężczyzn/kobiet             |
| 15 – 64 lat                       | 0,98 mężczyzn/kobiet             |
| powyżej 64 lat                    | 0,79 mężczyzn/kobiet             |
| Umieralność noworodków            |                                  |
| W całej populacji                 | 39,78 śmiertelnych/1000 żywych   |
| płci męskiej                      | 44,55 śmiertelnych/1000 żywych   |
| płci żeńskiej                     | 34,77 śmiertelnych/1000 żywych   |
| Oczekiwana długość życia w latach |                                  |
| W całej populacji                 | 65,68                            |
| Mężczyzn                          | 62,63                            |
| Kobiet                            | 68,88                            |
| Rozrodczość                       | 2,94 urodzeń/kobietę             |

## Ludność
W lutym 2005 r. w Tadżykistanie zamieszkiwało 7 163 506 osób. W strukturze narodowościowej kraju dominują Tadżycy (79,9%), którzy są spokrewnieni z Persami. Oprócz tego na terytorium Tadżykistanu zamieszkują Uzbecy (15,3%), Rosjanie (1,1%) i Kirgizi (1,1%). Przedstawiciele innych narodowości i grup etnicznych stanowią 2,6% populacji. W górnej dolinie rzeki Jagnob, zaledwie 145 km od Duszanbe, mieszka mały naród Jagnobczyków, którzy zachowują język i tryb życia Sogdiany. Główne wyznania mieszkańców to islam sunnicki (85% ludności) oraz islam szyicki (5%). Przedstawiciele innych wyznań stanowią 10% populacji.
Wyniszczająca wojna domowa na początku lat dziewięćdziesiątych i okresowo nawiedzające kraj klęski żywiołowe przyczyniły się do niskiej stopy życiowej mieszkańców. W kraju utrzymuje się wysoka stopa bezrobocia, która przekracza poziom 40%. Główne przyczyny zgonów to choroby serca, układu oddechowego, choroby zakaźne i pasożytnicze. Na jednego lekarza przypada 430 pacjentów. Wydatki na opiekę zdrowotną wyniosły 6% PKB. Służba zdrowia jest na niskim poziomie i w zasadzie płatna.

## Religia
Struktura religijna w 2018 roku, według World Christian Database:
- muzułmanie – 97,6%,
- brak religii – 1,5%,
- chrześcijanie – 0,68%:
  - prawosławni – 0,49%,
  - protestanci i zielonoświątkowcy – 0,19%,
  - katolicy – 0,003%,
- tradycyjne religie plemienne – 0,08%,
- buddyści – 0,06%,
- bahaiści – 0,04%,
- żydzi – 0,01%,
- inne religie – 0,03%.

## Media
W Tadżykistanie ukazują się 74 gazety (w tym 66 w języku tadżyckim) i 48 czasopism (13 w języku tadżyckim). Największe dzienniki to „Narodnaja gazieta” gazeta społeczno-polityczna wydawana od 1925 r. w Duszanbe w języku rosyjskim (do 1991 r. ukazywała się pod nazwą „Kommunist Tadżykistana” jako organ komunistycznej partii Tadżykistanu) i Sadoi Mardum (pol. „Głos Ludu”) organ rady najwyższej istniejący od 1991 r. Radio i telewizja są kontrolowane przez Państwową komisję ds. Radia i Telewizji. Radio nadaje w 4 językach a Telewizja posiada 4 kanały w 3 językach. Oficjalna agencja prasowa Chowar działa od 1991 r., zastępując poprzednią Tadżik-TA.

## Kultura
| Data       | Polska nazwa         | Oryginalna nazwa                      |
| ---------- | -------------------- | ------------------------------------- |
| 9 września | Dzień Niepodległości | Рӯзи Истиқлолияти Ҷумҳурии Тоҷикистон |
| 21 marca   | Nowy Rok             | Ҷашни Наврӯз                          |

## Oświata
Pod protektoratem ZSRR w Tadżykistanie właściwie w stu procentach udało się zlikwidować analfabetyzm. W dniu 4 listopada 2009 roku w Duszanbe podpisany został Program współpracy między Rządem Rzeczypospolitej Polskiej a Rządem Republiki Tadżykistanu w dziedzinie kultury, nauki, szkolnictwa wyższego i oświaty. Do uczelni państwowych o statusie uniwersytetu należą m.in.:
- Tadżycki Uniwersytet Narodowy
- Słowiański Uniwersytet Tadżycko-Rosyjski